# Ungleichung von Grüß
Die  Ungleichung von Grüß (englisch Grüss' inequality) ist eine  klassische Integralungleichung der Mathematik und als solche der Analysis zugehörig. Sie geht auf eine Publikation des Mathematikers Gerhard Christian Grüß aus dem Jahre 1935 zurück und gibt eine Abschätzung für  Integralmittelwerte von Produkten gewisser integrierbarer Funktionen.
Mit der Grüß'schen Ungleichung ist eine andere klassische Integralungleichung verbunden, die der Mathematiker Alexander Markowitsch Ostrowski im Jahre 1938 geliefert hat. Beide Ungleichungen zogen in den letzten Jahrzehnten eine Anzahl von weitergehenden Untersuchungen nach sich. Die hierbei gefundenen Verallgemeinerungen und Verschärfungen werden in englischsprachigen Publikationen oft als Ostrowski-Grüss-type inequalities oder Grüss-type inequalities o. ä. bezeichnet.

## Die Grüß'sche Ungleichung
Sie lässt sich angeben wie folgt:
Gegeben seien im Körper der reellen Zahlen ein abgeschlossenes Intervall {\displaystyle J=[a,b]\;(a,b\in \mathbb {R} \;,a<b)} und darauf zwei Riemann-integrierbare Funktionen {\displaystyle f\;,\;g\;\colon J\to \mathbb {R} } .

Weiter gegeben seien reelle Konstanten {\displaystyle \phi \;,\;\Phi \;,\;\gamma \ \;,\;\Gamma \;} derart, dass für {\displaystyle x\in (a,b)} stets die Beziehungen
{\displaystyle \phi \leq f(x)\leq \Phi }
und
{\displaystyle \gamma \leq g(x)\leq \Gamma }
bestehen.

Ferner sei
{\displaystyle D(f,g)={{{\frac {1}{b-a}}\int _{a}^{b}{f(x)g(x)}\,dx}-{{\frac {1}{(b-a)^{2}}}\int _{a}^{b}{f(x)}\,dx\int _{a}^{b}{g(x)}\,dx}}}
gesetzt.

Dann gilt die Ungleichung
{\displaystyle \left|D(f,g)\right|\leq {\frac {1}{4}}(\Phi -\phi )(\Gamma \ -\gamma )} .

Der Faktor {\displaystyle {\frac {1}{4}}} ist dabei unter den genannten Voraussetzungen der bestmögliche.

## Die Ostrowski'sche Ungleichung
Diese besagt folgendes:
Wie oben seien das Intervall {\displaystyle J=[a,b]\subset \mathbb {R} \;(a<b)} gegeben und hierauf eine stetige Funktion {\displaystyle f\;\colon J\to \mathbb {R} }, deren Einschränkung {\displaystyle f|_{(a,b)}} differenzierbar sein soll, und ferner eine reelle Konstante {\displaystyle M>0} , so dass für jede reelle Zahl {\displaystyle t\in (a,b)} stets
{\displaystyle |f'(t)|\leq M}
gilt.

Ist dann für {\displaystyle t\in (a,b)} 
{\displaystyle D_{f}(t)=f(t)-{{\frac {1}{(b-a)}}\int _{a}^{b}{f(x)}\,dx}}
gesetzt,

so gilt stets die Ungleichung
{\displaystyle \left|D_{f}(t)\right|\leq \left({\frac {1}{4}}+{\frac {(t-{\frac {a+b}{2}})^{2}}{(b-a)^{2}}}\right)\cdot (b-a)\cdot M} .

### Verwandte Ostrowski-Ungleichung
In der Online-Enzyklopädie MathWorld (s. .u.) wird Alexander Ostrowski unter dem Stichwort  Ostrowski's Inequality eine verwandte Integralungleichung zugewiesen, welche ebenfalls die Abschätzung  von Produkten gewisser integrierbarer Funktionen behandelt. Sie lässt sich folgendermaßen formulieren:

Sind (wie oben) auf {\displaystyle J={[a,b]}\subset \mathbb {R} \;(a<b)} zwei Riemann-integrierbare Funktionen {\displaystyle f\;,\;g\;\colon J\to \mathbb {R} } gegeben und ist dabei {\displaystyle f} monoton wachsend und zudem {\displaystyle f(b)\leq 0} ,

so gilt stets die Ungleichung
{\displaystyle \left|\int _{a}^{b}{f(x)g(x)}\,dx\right|\leq |f(a)|\cdot \sup _{t\in J}{\left|\int _{a}^{t}{g(x)}\,dx\right|}} .

## Analoge Ungleichung für Quotienten
Der serbische Mathematiker Jovan Karamata (1902–1967) zeigte im Jahre 1948 ein Analogon der Ungleichung von Grüß,  welches anstelle der dort auftretenden Differenzen von Quotienten ausgeht, wobei von vornherein das Einheitsintervall zugrunde gelegt wird. Diese Ungleichung besagt folgendes:

Gegeben seien auf dem Einheitsintervall {\displaystyle J_{0}=[0,1]\subset \mathbb {R} } (wie oben) zwei Riemann-integrierbare Funktionen {\displaystyle f\;,\;g\;\colon J\to \mathbb {R} } und dazu positive reelle Konstanten {\displaystyle \phi \;,\;\Phi \;,\;\gamma \ \;,\;\Gamma \;} mit

{\displaystyle 0<\phi \leq f(x)\leq \Phi }
und
{\displaystyle 0<\gamma \leq g(x)\leq \Gamma }
für alle {\displaystyle x\in J_{0}} .

Ferner sollen
{\displaystyle R(f,g)={\frac {\int _{0}^{1}{f(x)}\,dx\cdot \int _{0}^{1}{g(x)}\,dx}{\int _{0}^{1}{f(x)g(x)}\,dx}}}
und
{\displaystyle K={\frac {{\sqrt {\phi \cdot \gamma }}+{\sqrt {\Phi \cdot \Gamma }}}{{\sqrt {\phi \cdot \Gamma }}+{\sqrt {\Phi \cdot \gamma }}}}}
sein.

Dann ist
{\displaystyle K\geq 1}

und es gelten die Abschätzungen
{\displaystyle {\frac {1}{K^{2}}}\leq \left|R(f,g)\right|\leq K^{2}} .

## Erläuterungen
1. ↑  Gemäß dem bekannten (von Henri Lebesgue und Giuseppe Vitali im Jahre 1904  bewiesenen)  Kriterium ist eine beschränkte Funktion {\displaystyle h\;\colon J\to \mathbb {R} } genau dann Riemann-integrierbar, wenn die Menge der Unstetigkeitsstellen von {\displaystyle h} nach dem  Lebesgue-Maß eine Nullmenge ist. (Jürgen Elstrodt, op. cit., S. 151–152)
2. ↑  Hierbei ist {\displaystyle \left|\cdot \right|} die Betragsfunktion.
3. ↑  Die Größe {\displaystyle D(f,g)} ist also die Differenz zwischen dem Integralmittelwert der aus beiden Funktionen gebildeten Produktfunktion und dem Produkt der beiden zu diesen Funktionen gebildeten Integralmittelwerte .
4. ↑  Hier wird also die Differenz zwischen einem Funktionswert und dem Integralmittelwert der Funktion betrachtet.
5. ↑   Wie D.S. Mitrinović in seiner Monographie  hervorhebt (op. cit., S. 73), beruht der Beweis dieser Ungleichung von Karamata wesentlich auf einem allgemeinen Resultat, welches von einem A. Bilimović geliefert wurde. Den Wikidata bzw. der Datenbank  zbMATH Open zufolge wird es sich um den russischen Mathematiker Anton Bilimovich (1879–1970) (oder auch Anton D. Bilimovitch) handeln.